# Variables Kapital
Als variables Kapital bezeichnet Karl Marx (1818–1883) im ersten Band seines Hauptwerks Das Kapital denjenigen Teil des Kapitals, den der Kapitalist vorschießt, um Arbeitskraft zu kaufen. Dieser Teil bewirkt im Produktionsprozess eine Wertveränderung, indem die Lohnarbeiter Neuwert schaffen. Das Gegenstück ist das konstante Kapital.

## Prinzip
Der Kapitalist schießt Kapital vor, um Produktionsmittel und Arbeitskraft zu kaufen. Er wendet beide Faktoren im Produktionsprozess an. Die Lohnarbeiter schaffen ein neues Produkt und verbrauchen dabei die Produktionsmittel. Sie übertragen den Wert der verbrauchten Produktionsmittel auf das neue Produkt. Da es dadurch zu keiner Wertveränderung kommt und der Wert der Produktionsmittel erhalten bleibt, spricht Marx von konstantem Kapital. Das variable Kapital hingegen, das in Arbeitskraft investiert wird, bewirkt im Produktionsprozess eine Wertveränderung: die Arbeiter schaffen ein Wertäquivalent für ihren Lohn und produzieren darüber hinaus einen Mehrwert.
Laut Marx weist die Arbeit, die sich in Waren darstellt, verschiedene Aspekte auf. Im Zusammenhang des variablen Kapitals kommt er darauf zurück. Indem die Arbeiter ihre Arbeitskraft in einer bestimmten Form verausgaben und somit konkrete Arbeit verrichten, die Gebrauchswerte schafft, übertragen sie den Wert der Produktionsmittel, die sie verbrauchen, auf ihr Produkt. Die abstrakte Arbeit hingegen bildet den Neuwert, auch Wertprodukt genannt. Für einen kapitalistischen Produktionsprozess gilt, dass der Neuwert größer als das eingesetzt variable Kapital sein muss. Die Differenz ergibt den Mehrwert, der die Grundlage des Profits darstellt.